# Estadística paramètrica
L'estadística paramètrica és una branca de l'estadística que suposa que les dades de la mostra provenen d'una població que segueix una distribució de probabilitat basada en un conjunt fix de paràmetres. La majoria dels mètodes estadístics elementals coneguts són paramètrics. Per contra, un model no paramètric difereix precisament en què el conjunt de paràmetres no és fix i poden augmentar, o fins i tot disminuir si es recull nova informació pertinent.
Ja que un model paramètric es basa en un conjunt de paràmetres fixos, s'assumeixen més factors d'una població donada que en els mètodes que no són no paramètrics. Quan les hipòtesis són correctes, amb els mètodes paramètrics es produeixen estimacions més exactes i precises que amb els mètodes no paramètrics, és a dir, tenen més poder estadístic. D'altra banda, les fórmules paramètriques són sovint més fàcils d'escriure i més ràpides de calcular; per això es pot considerar que la seva simplicitat pot compensar la seva falta de solidesa si s'ha fet un estudi estadístic acurat.

## Exemple
La família normal de distribució té la mateixa forma i estan parametritzada per una mitjana i una desviació estàndard. Això vol dir que si es coneix la mitjana i la desviació estàndard, i que es tracta d'una distribució normal, es pot preveure la probabilitat de qualsevol observació futura. Suposem així que tenim una mostra de 99 resultats d'una prova amb una mitjana de 100 i una desviació estàndard de 1. Si assumim els 99 resultats dels exàmens de mostres aleatòries són d'una distribució normal podem predir que hi ha un 1% de probabilitats que la qualificació de la prova que ocupi el lloc 100 (segons l'ordre de menys a més) sigui superior a 102,365 (és a dir la mitjana més 2,365 desviacions estàndard), tot això suposant que la qualificació de la prova número 100 prové de la mateixa distribució que les altres proves.